# Carabunia poeta
Carabunia poeta är en stekelart som först beskrevs av Girault 1928.  Carabunia poeta ingår i släktet Carabunia och familjen sköldlussteklar. Inga underarter finns listade.